# Megateg bartholomai
Megateg bartholomai là một loài nhện trong họ Zoropsidae.
Loài này thuộc chi Megateg. Megateg bartholomai được Raven & Stumkat miêu tả năm 2005.